# Фосомбронія
Фосомбронія (Fossombronia) — рід печіночників родини Фосомбронієвих.
Вперше рід був описаний Джузеппе Радді в 1818 році.
Рід має космополітичне поширення.
Види:
- Fossombronia alaskana Steere & Inoue
- Fossombronia brasiliensis Steph.
- Fossombronia foveolata Lindb.
- Fossombronia hispidissima Steph.
- Fossombronia lamellata Steph.
- Fossombronia longiseta (Austin) Austin
- Fossombronia macounii Austin
- Fossombronia wondraczekii (Corda) Dumort.
- Fossombronia zygospora R.M. Schust.